# Corridoio CANAMEX
Il corridoio CANAMEX (in inglese: CANAMEX Corridor) è una serie di miglioramenti alle autostrade e altre infrastrutture di trasporto che collegano il Canada e il Messico attraverso gli Stati Uniti. Il corridoio è stato istituito in base all'Accordo Nordamericano per il Libero Scambio.
Il corridoio è definito da una serie di autostrade. Tuttavia, è stato proposto anche per l'utilizzo da parte delle ferrovie e delle infrastrutture di telecomunicazione per la fibra ottica.